# Visky (Adelsgeschlecht)
Das Adelsgeschlecht Visky ist ein altes ungarisches Adelsgeschlecht, dass seine Wurzeln in Siebenbürgen hat. 

## Geschichte
Die Familie besaß Herrschaften und Ländereien im Komitat Szolnok-Doboka und dem Komitat Klausenburg. 
Das Adelsgeschlecht Visky besaß Anfang der 1650 hohen politischen und wirtschaftlichen Ansehen im Siebenbürgen und war somit treue Anhänger des Fürsten von Siebenbürgen. Anfang 1680 floh Joannes Visky aus Siebenbürgen wegen der Osmanischen Invasion und Verwüstung des Landes. Möglicherweise wurden seine zwei Töchter Maria und Eva von den Osmanen versklavt. Er ließ sich im Komitat Neutra nieder und nannte sich Visky de Vitkócz. Seine Brüder und Verwandten blieben in Siebenbürgen. Seine Nachfahren siedelten Anfang 1700 im Komitat Hont und Komitat Heves nieder.
Somit ist das Adelsgeschlecht weit verzweigt und nannten sich Visky de Vitkócz, Visky de Rettegi, Visky de Felsö-Töök und Visky de Rööd.
Dieses Adelsgeschlecht ist verwandt mit Adelsfamilien wie denn Bory, Sambokréty, Rudnyánszky, Sirmiensis, Marsovszky, Kolecsany, Sántha, Ovary, Desericzky, Csiffáry und der Patrizierfamilie Turay.

## Bekannte Mitglieder
- Matthias Visky de Vitkócz, Landherr in Vitkovce
- Paulus Visky de Felsö-Töök, kaiserlicher Lebensmittelkommissar im Komitat Szolnok-Doboka
- Alexander Visky de Vitkócz, cancellistae bei der Óbuda Universität

## Visky de Vitkócz Zweig
Matthias Visky de Vitkócz (1670 – 1727), Landherr in Vitkovce, ⚭ Judith Marsovszky de Marsófalvai
- Ladislaus (* 1703)
- Magdalena (* 1707)
- Clara (* 1708)
- Barbara, ⚭ Gabriel Kolecsányi de Nagy és Kis-Kolecsányi
- Sophia (* 1711)
- Josephus Antonius (* 1717)
- Ignatius (* 1710), ⚭ Eva
  - Laurentius (* 1730)
  - Theresia (* 1734)
  - Theresia (* 1737)
  - Alexander (* 1732), ⚭ Theresia Rudnyánszky de Dezseri
    - Theresia (* 1766), ⚭ Andreas Sirmiensis de Karomi és Szulói
    - Joannes (* 1765)
    - Carolus (* 1772)
    - Carolus (* 1775)
    - Sigismund Paulus Josephus (* 1764)
    - Matthias (* 1775)
    - Franciscus (* 1760)
    - Francisca (* 1761)
    - Theresia (* 1761)
    - Josephus (* 1768)
    - Joannes (* 1760)